# Serratovola rubicunda
Espèce
Serratovola rubicunda est une espèce de bivalves de la famille des pectinidés.
Valve droite et gauche du même spécimen:

Valve droite
Valve gauche